# Ginette Neveu
Pour les articles homonymes, voir Neveu.
Ginette Neveu est une violoniste française, née le 11 août 1919 à Paris 10e et morte le 28 octobre 1949 dans l'île de São Miguel (Açores).
La mort, à seulement 30 ans, de cette violoniste virtuose prodige a un retentissement d'autant plus important qu'elle survient dans un crash d'avion lors d'un vol Paris - New York, vol également emprunté par le célèbre boxeur français Marcel Cerdan et le peintre Bernard Boutet de Monvel et qui ne laisse aucun survivant.

## Biographie

### Enfance
Ginette Renée Neveu naît le 11 août 1919 au 52 boulevard de Magenta dans le 10e arrondissement de Paris, de Marie Jeanne Ronze, professeur de violon, et de Maurice Alcide Auguste Neveu, remisier aux courses. Son frère Jean, aîné d'une année, sera pianiste. Elle est une petite-nièce de Charles-Marie Widor. Enfant prodige, elle fait ses débuts au concert salle Gaveau à Paris à 7 ans et demi avec le concerto pour violon de Max Bruch. 

### Formation
Ginette Neveu travaille avec Line Talluel (qui enseignera également à Alain Lombard et à Michèle Auclair) puis au Conservatoire de Paris avec Jules Boucherit où, en quelques mois, elle obtient un premier prix en 1931. Elle suit l'enseignement de Georges Enesco et va collectionner de nombreux prix. En 1935, après sa première place au premier concours international de violon Henryk-Wieniawski (1835-1880) à Varsovie, devant David Oïstrakh — ce qui avait entrainé une protestation soviétique —, elle connaît un succès grandissant dans le monde entier alors qu'elle n'est âgée que de 15 ans. Pendant les années de guerre, elle approfondit son jeu et son répertoire mais elle décide de ne jouer qu'en zone libre dans des petites salles.

### Enregistrements

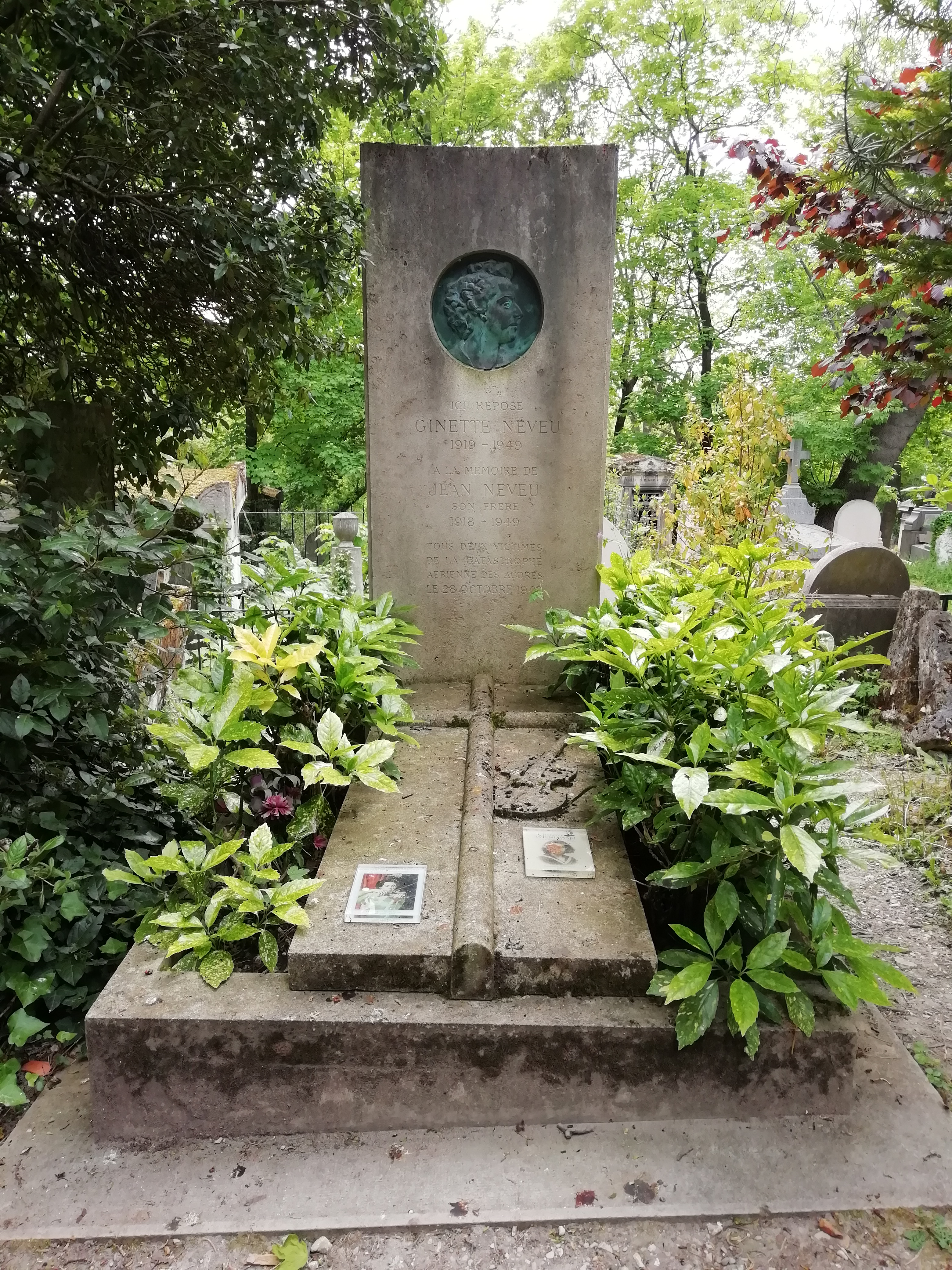
Tombe de Ginette Neveu au cimetière du Père-Lachaise (division 11).

Herbert von Karajan intervient auprès d'EMI, lui permettant d'enregistrer ses grandes interprétations du Concerto pour violon de Brahms, du Concerto pour violon de Sibelius, de Tzigane de Ravel et du Poème op. 25 de Chausson.

### Décès
Le 28 octobre 1949, elle meurt dans l'accident du vol Paris-New York d'Air France aux Açores, dans lequel disparaissent aussi, entre autres, son frère Jean Neveu (1918-1949), pianiste concertiste, et le champion de boxe Marcel Cerdan ainsi que le peintre renommé Bernard Boutet de Monvel,,.
Sa dépouille fut dans un premier temps confondue avec celle d’une jeune Alsacienne, Amélie Ringler, présente à bord, et donc inhumée à Bantzenheim (Haut-Rhin). Elle repose désormais au cimetière du Père-Lachaise à Paris (11e division).

## Hommages

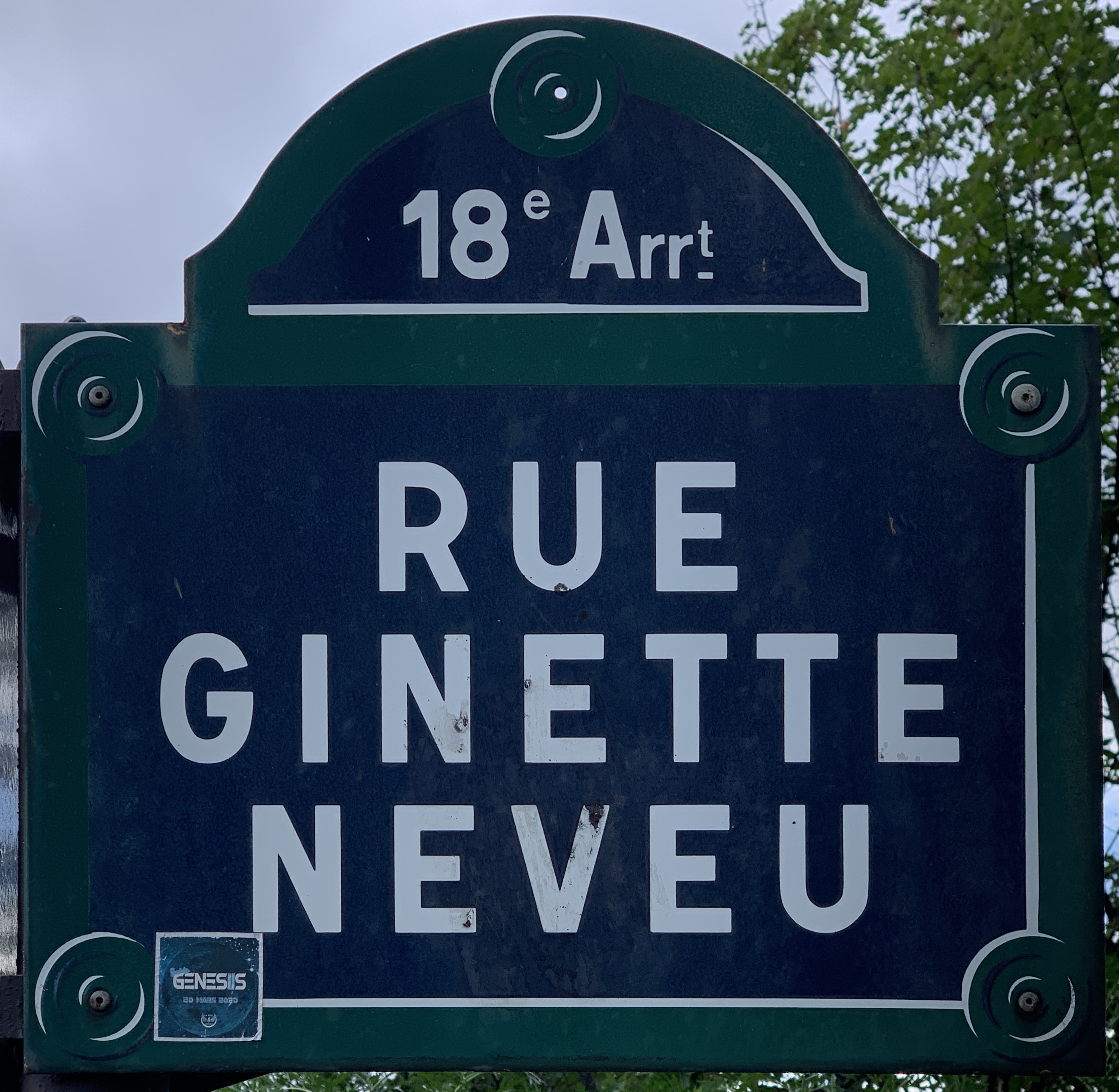

Le jardin et la rue Ginette-Neveu à Paris 18e rendent hommage à l'artiste.

## Décoration
- Chevalier de la Légion d'honneur avec citation à l'ordre de la Nation, à titre posthume, par décret du 1er décembre 1949[10].